# Selçuk Yula
Selçuk Yula (Ankara, 8 novembre 1959 – 6 agosto 2013) è stato un calciatore turco, di ruolo attaccante.

## Carriera
Ha segnato più di 100 reti tra squadre di club e Nazionale turca.

### Club
Nel 1980 approda al Fenerbahçe: vince cinque titoli in sette stagioni, centrando il double nel 1983, contribuendo alla vittoria del titolo turco con la seconda vittoria consecutiva nella classifica marcatori con 19 realizzazioni. In seguito vive un'esperienza nella Bundesliga prima di tornare in patria prima con la maglia del Sariyer. Nel 1990 gioca qualche incontro anche con il Galatasaray.

### Nazionale
Esordisce il 7 ottobre 1981 contro la Nazionale sovietica (0-3). Realizza 3 delle sue 4 reti in Nazionale nelle partite di qualificazione per il campionato europeo di calcio 1984 contro l'Irlanda del Nord (1-0) e contro l'Austria (3-1). Il 28 marzo 1985 indossa per la prima volta la fascia di capitano della Turchia, nella sfida contro l'Albania (0-0). Gioca da capitano anche il successivo incontro con la Romania e l'anno seguente esce dal giro della Nazionale. Il 16 marzo 1988 gioca la sua ultima partita con la Nazionale turca, nuovamente da capitano, contro l'Ungheria (1-0).

## Palmarès

### Club
- Campionato turco: 2

Fenerbahçe: 1982-1983, 1984-1985
- Coppa di Turchia: 1

Fenerbahçe: 1982-1983
- Supercoppa di Turchia: 1

Fenerbahçe: 1984, 1985

### Individuale
- Capocannoniere del campionato turco: 2

1981-1982 (15 gol), 1982-1983 (19 gol)